# Долон (село)
Долон (кирг. Долон) — село в Тюпском районе Иссык-Кульской области Киргизии. Входит в состав Аралского аильного округа. Код СОАТЕ — 41702 225 810 03 0.

## Население
По данным переписи 2009 года, в селе проживало 939 человек.
По данным переписи 2022 года, в селе проживало 1 239 человек.